# Championnat de Tchécoslovaquie de football 1949
Navigation
Saison précédente Saison suivante
La saison 1949 du Championnat de Tchécoslovaquie de football est la 19e édition du championnat de première division en Tchécoslovaquie. Les quatorze meilleurs clubs du pays sont regroupés au sein d'une poule unique, où ils s'affrontent deux fois, à domicile et à l'extérieur. La compétition est organisée selon le calendrier civil à partir de cette édition, comme dans l'ensemble des pays d'Europe de l'Est (Bulgarie, Pologne, Roumanie, URSS, Yougoslavie). À la fin du championnat, les quatre derniers du classement sont relégués et remplacés par les quatre meilleures équipes de II. Liga, la deuxième division tchécoslovaque.
Pour la première fois dans l'histoire du championnat, le titre échappe à un club de la ville de Prague. En effet, c'est le club du NV Bratislava (anciennement SK Bratislava) qui termine en tête du classement final, avec quatre points d'avance sur le Bratrstvi Sparta (ex-Sparta Prague) et sept sur le Zeleznicar Prague (nouveau nom du FC Bohemians Prague). C'est donc le tout premier titre de champion de Tchécoslovaquie de l'histoire du club.

## Les clubs participants
Tous les clubs de l'élite changent de nom avant le démarrage du championnat :
| - Bratrstvi Sparta : AC Sparta Prague - Sokol Trojice Ostrava : SK Slezska Ostrava - Slovena Zilina : MŠK Žilina - Manet Povazska Bystrica - Promu de II. Liga - SONP Kladno - Promu de II. Liga - Zeleznicar Prague : FC Bohemians Prague - NV Bratislava : SK Bratislava | - Zbrojovka Brno - Promu de II. Liga - Technomat Teplice - Promu de II. Liga - Dynamo Slavia Prague : SK Slavia Prague - Dynamo CSD Kosice : Jednota Kosice - Kovosmalt Trnava : TSS Trnava - ATK Prague - Promu de II. Liga - Skoda Plzen : FC Viktoria Plzen |

## Compétition

### Classement
Le barème utilisé pour établir le classement est le suivant :
- Victoire : 2 points
- Match nul : 1 point
- Défaite : 0 point

| Rang | Équipe                      | Pts | J  | G  | N | P  | Bp | Bc  | Diff |
| ---- | --------------------------- | --- | -- | -- | - | -- | -- | --- | ---- |
| 1    | NV Bratislava               | 41  | 26 | 18 | 5 | 3  | 93 | 33  | +60  |
| 2    | Bratrstvi Sparta (T)        | 37  | 26 | 16 | 5 | 5  | 89 | 42  | +47  |
| 3    | Zeleznicar Prague           | 33  | 26 | 14 | 5 | 7  | 80 | 50  | +30  |
| 4    | ATK Prague (P)              | 30  | 26 | 13 | 4 | 9  | 80 | 58  | +22  |
| 5    | Dynamo Slavia Prague        | 30  | 26 | 14 | 2 | 10 | 71 | 54  | +17  |
| 6    | Technomat Teplice (P)       | 29  | 26 | 12 | 5 | 9  | 63 | 48  | +15  |
| 7    | Slovena Zilina              | 28  | 26 | 11 | 6 | 9  | 48 | 56  | -8   |
| 8    | Dynamo CSD Kosice           | 24  | 26 | 8  | 8 | 10 | 45 | 42  | +3   |
| 9    | Kovosmalt Trnava            | 24  | 26 | 9  | 6 | 11 | 48 | 53  | -5   |
| 10   | Skoda Plzen                 | 24  | 26 | 9  | 6 | 11 | 53 | 62  | -9   |
| 11   | Sokol Trojice Ostrava       | 22  | 26 | 9  | 4 | 13 | 38 | 55  | -17  |
| 12   | Zbrojovka Brno (P)          | 17  | 26 | 6  | 5 | 15 | 47 | 94  | -47  |
| 13   | Manet Považská Bystrica (P) | 17  | 26 | 7  | 3 | 16 | 38 | 79  | -41  |
| 14   | SONP Kladno (P)             | 8   | 26 | 3  | 2 | 21 | 39 | 106 | -67  |

|  | Champion de Tchécoslovaquie 1949                     |
|  | Relégation en II. Liga                               |
|  | (T) Tenant du titre (P) : Promu de deuxième division |

## Bilan de la saison
| Championnat de Tchécoslovaquie de football 1949 |                           |
| Champion                                        | NV Bratislava (1er titre) |
| Coupes et trophées                              |                           |
| Vainqueur de la Coupe de Tchécoslovaquie 1949   | Non disputée              |
| Promotions et relégations                       |                           |
| Promus en I. Liga                               | CSD Plzen                 |
| Promus en I. Liga                               | Dukla Presov              |
| Promus en I. Liga                               | Vitkovicke Zelezarny      |
| Promus en I. Liga                               | OD Karlin                 |
| Relégués en II. Liga                            | Sokol Trojice Ostrava     |
| Relégués en II. Liga                            | Zbrojovka Brno            |
| Relégués en II. Liga                            | Manet Považská Bystrica   |
| Relégués en II. Liga                            | SONP Kladno               |